# 다케노우치 유타카
다케노우치 유타카(일본어: 竹野内 豊 たけのうち ゆたか[*], 1971년 1월 2일~)는 일본의 배우이다. 사이타마현 도코로자와시에서 출생했다. 도코로자와 시립 니시토미초등학교, 고요중학교, 사립 호난고등학교를 졸업했다. 1989년 잡지 독자모델 오디션 그랑프리로 데뷔했으며, 본격적으로 연기를 시작한 건 1994년이다.

## 출연 작품

### 드라마
- 2016 굿 파트너 무적의 변호사 - 사키사카 겐토 역
- 2014 멋진 선TAXI - 에다와카레 역
- 2013 올림픽의 몸값 SP - 오치아이 마사오 역
- 2012 한번 더 너에게, 프로포즈 - 미야모토 하루 역
- 2011 BOSS 시즌2 - 노다테 신지로 역
- 2010 유성 - 오카다 겐고 역
- 2009 BOSS - 노다테 신지로 역
- 2009 불모지대(출연) - 효도 신이치로 역
- 2008 Tomorrow - 모리야마 고헤이 역
- 2007 루리의 섬 스페셜 - 가와시마 다쓰야 역
- 2006 가족-아내의 부재, 남편의 존재 - 가미카와 료헤이 역
- 2006 윤무곡-론도 - 니시지마 쇼, 가나야마 다쿠미 역
- 2005 루리의 섬 - 가와시마 다쓰야 역
- 2004 인간의 증명 - 무네스에 코이치로 역
- 2004 이혼변호사(출연)
- 2003 유전의 왕비, 최후의 황제 - 아이신카쿠라 후케츠 역
- 2003 양키 모교로 돌아오다 - 요시모리 신야 역
- 2003 타임리미트 SP
- 2002 사이코 닥터 - 가이 교오스케 역
- 2002 도시이에와 마쓰~카가 백만석 이야기~
- 2001 속도위반 결혼 - 히라오 류노스케 역
- 2000 한여름의 메리크리스마스 - 기노시타 료 역
- 1999 얼음의 세계 - 히로카와 에키 역
- 1998 세기말의 시 - 노아 와타루 역
- 1998 위드 러브 - 하세가와 다카시 역
- 1997 비치 보이즈 - 스즈키 가이토 역
- 1997 이상적 결혼
- 1997 별의 금화 완결편 스페셜 - 나가이 다쿠미 역
- 1996 속-별의 금화 - 나가이 다쿠미 역
- 1996 롱 베케이션 - 하야마 신지 역
- 1995 아직 사랑은 시작되지 않았어
- 1995 별의 금화-Die Sterntaler - 나가이 다쿠미 역
- 1994 도쿄대학 이야기
- 1994 나의 취직

### 영화
- 2024년 《4월이 되면 그녀는》- 이요다 마모루 역
- 2023년 《신 가면라이더》- 타치바나 토베에 역
- 2018년 《고독한 늑대의 피》- 노자키 코스케 역
- 2017년 《라스트 레시피: 기린의 혀의 기억》- 미야케 타이조 역
- 2017년 《이름없는 새》- 구로사키 역
- 2016년 《신 고질라》(2016.7.29 개봉)
- 2016년 《인생의 약속》- 나카하라 유마(2016. 1. 9. 개봉)
- 2015년 《At Home》- 가즈히코(아버지 역)
- 2014년 《니시노 유키히코의 연애와 모험》- 니시노 유키히코 역
- 2013년 《사죄의 왕》
- 2011년 《태평양의 기적》
- 2010년 《오키 부부의 지옥행 신혼여행》
- 2009년 《방황하는 칼날》
- 2008년 《저 하늘을 기억해》
- 2001년 《냉정과 열정 사이》 - 준세이 역